# 대한민국 상법 제394조
대한민국 상법 제394조는 이사와 회사간의 소에 관한 대표에 대한 상법 회사법의 조문이다.

## 조문
제394조 (이사와 회사간의 소에 관한 대표)
①회사가 이사에 대하여 또는 이사가 회사에 대하여 소를 제기하는 경우에 감사는 그 소에 관하여 회사를 대표한다. 회사가 제403조제1항의 청구를 받음에 있어서도 같다.
②제415조의2의 규정에 의한 감사위원회의 위원이 소의 당사자인 경우에는 감사위원회 또는 이사는 법원에 회사를 대표할 자를 선임하여 줄 것을 신청하여야 한다.